# Wagenhoff

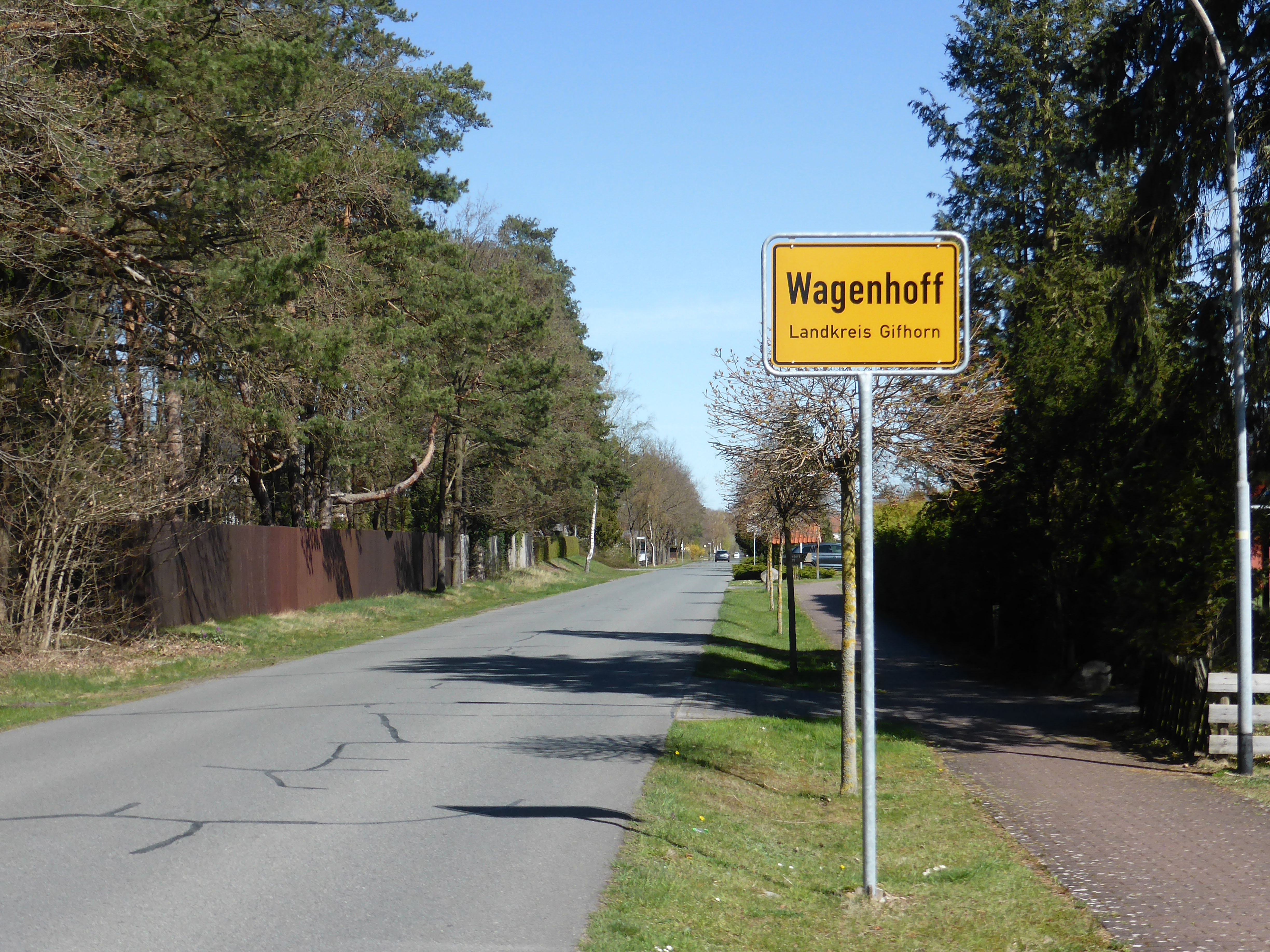
Ortseingang Hauptstraße

Wagenhoff ist eine Gemeinde im Landkreis Gifhorn in Niedersachsen. Die Gemeinde hat 1237 Bewohner mit Stand vom 31. Dezember 2022. Wagenhoff ist eine von sechs Mitgliedsgemeinden in der Samtgemeinde Wesendorf.

## Geografie

### Geografische Lage
Wagenhoff liegt südlich des Naturparks Südheide. Zu Wagenhoff gehört noch ein nordwestlich der Ortschaft gelegener Wohnplatz als Wochenendhaus-Siedlung in Verlängerung der „Krümme-Kreuzung“.

## Geschichte

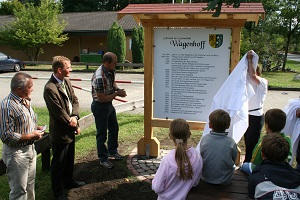
Kommunalpolitiker enthüllen die Ortschronik am Sannerville-Platz an der Hauptstraße

Wagenhoff wurde 1927 gegründet und ist nach dem damaligen Landrat des Landkreises Gifhorn Eugen von Wagenhoff benannt. 1914/15 wurde dort unmittelbar an der Bahnlinie ein Kriegsgefangenenlager errichtet, das zur Gemeinde Gamsen gehörte und dessen Insassen die Gemarkung z. T. kultivierten, bewohnbar und landwirtschaftlich nutzbar gestalteten. Während des Zweiten Weltkrieges waren an der Krümme im Außenlager der JVA Celle ca. 1600 Kriegsgefangene aus u. a. den Benelux-Staaten, Tschechien und Polen inhaftiert. Sie mussten im ca. 3500 Meter nördlich entfernten Fliegerhorst Wesendorf Zwangsarbeit leisten.

### Einwohnerentwicklung
| Jahr      | 1933 | 1939 | 1974 | 1980 | 1985 | 1990 | 1995 |
| --------- | ---- | ---- | ---- | ---- | ---- | ---- | ---- |
| Einwohner | 153  | 174  | 648  | 765  | 815  | 837  | 1016 |

| Jahr      | 2000 | 2005 | 2010 | 2015 | 2020 | 2022 |
| --------- | ---- | ---- | ---- | ---- | ---- | ---- |
| Einwohner | 1118 | 1184 | 1133 | 1181 | 1170 | 1177 |

## Politik

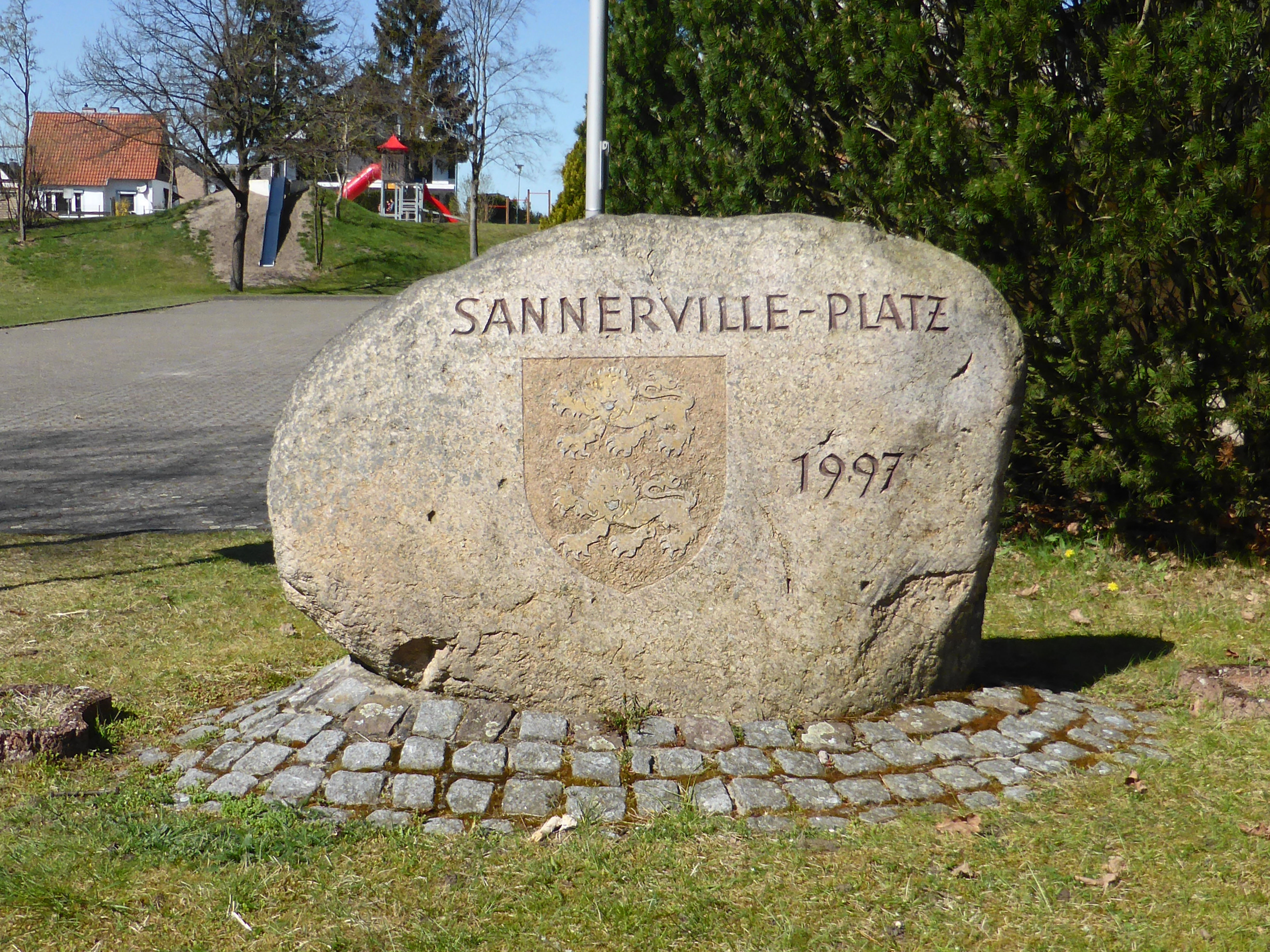
Gedenkstein an die Partnergemeinde Sannerville

### Gemeinderat
Der Rat der Gemeinde Wagenhoff setzt sich aus elf Mandatsträgern und vier politischen Parteien zusammen. Die Ratsmitglieder werden im Turnus bei einer Kommunalwahl für jeweils fünf Jahre gewählt.
Bei der Kommunalwahl 2021 ergab sich folgende Sitzverteilung:
| Gemeinderat 2021Insgesamt 11 Sitze - SPD: 5 - Grüne: 1 - CDU: 4 - AfD: 1 | Gemeinderatswahl 2021Wahlbeteiligung: 59,98 % 50403020100 42,6 %27,5 %10,5 %9,4 % SPDCDUAfDGrüne |

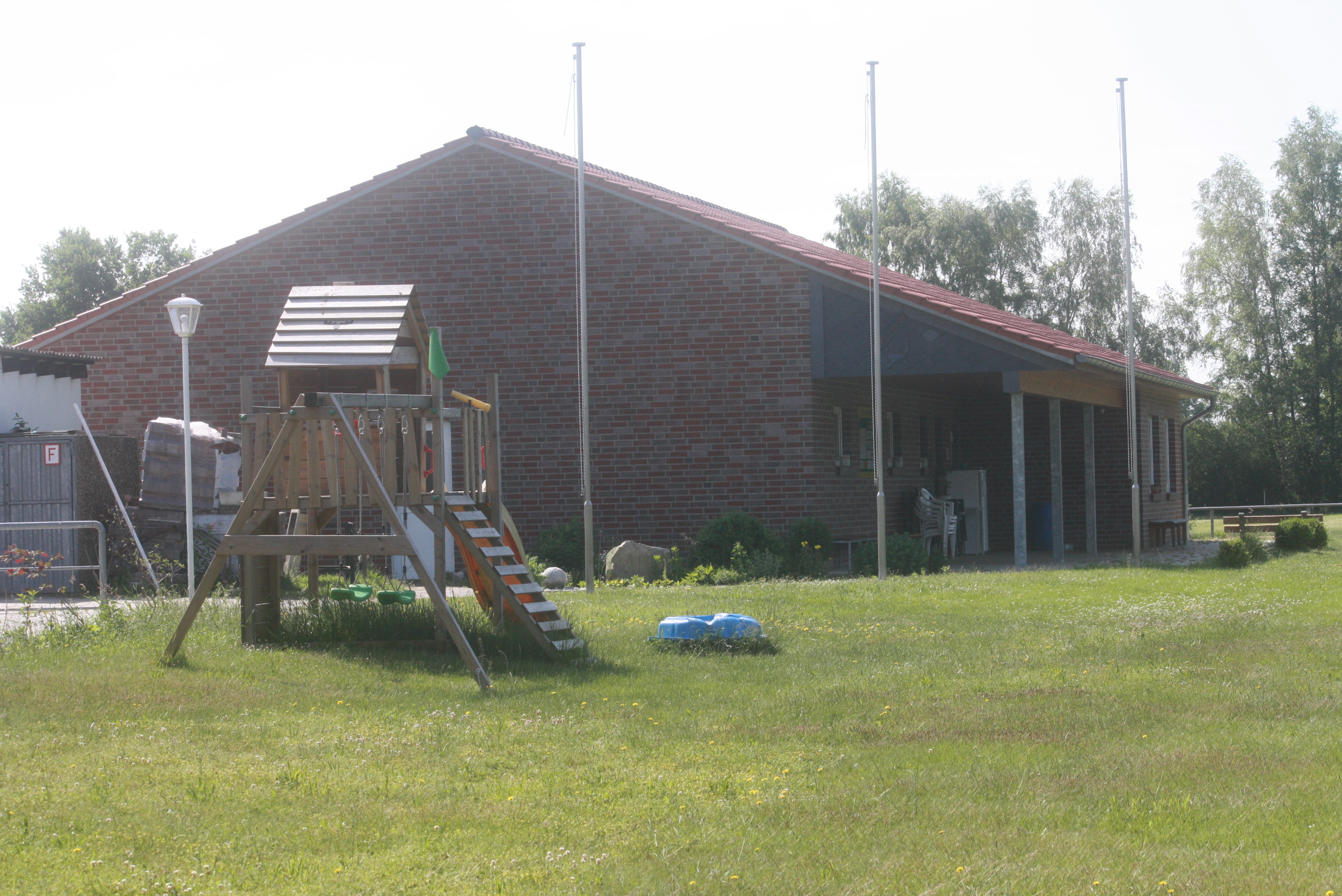
Sportheim SV Wagenhoff

Die letzten Kommunalwahlen ergaben die folgenden Sitzverteilungen:
| Wahljahr | SPD | CDU | Grüne | Gesamt   |
| -------- | --- | --- | ----- | -------- |
| 2016     | 6   | 4   | 1     | 11 Sitze |

### Bürgermeister
Der ehrenamtliche Bürgermeister Jörg Mantei (Bündnis 90/Die Grünen) wurde bei der konstituierenden Versammlung durch die Ratsmitglieder mehrheitlich gewählt.

### Wappen
Blasonierung:Das Wappen ist gespalten von Gold und Grün. Auf Gold ein schwarzer nach links schreitender Greif. Unter diesem ein achtspeichiges Wagenrad. Links auf Grün ein zweiblumiges Wollgras in Silber.
Begründung:
Die Gemeinde Wagenhoff wurde vom ehemaligen Landrat des Kreises Gifhorn – von Wagenhoff – gegründet, daher zeigt die links geteilte Wappenseite eine Hälfte des Familienwappens (Wagenhoff (Adelsgeschlecht)).
Die rechte Hälfte charakterisiert die umgebende Landschaft des Ortes, das Hestenmoor, durch ein zweiblütiges und großblätteriges Moorgras.
Das Wappen der Gemeinde Wagenhoff wurde am 11. Januar 1991 durch den Landkreis Gifhorn genehmigt.

## Religionen
In Wagenhoff befindet sich keine Kirche. Die evangelisch-lutherischen Einwohner gehören an zur Kirchengemeinde St. Johannis in Wesendorf. Diese nutzt in Wagenhoff die Christuskapelle auf dem kommunalen Friedhof an der Neuen Straße. Die Katholiken aus Wagenhoff gehören zur Pfarrgemeinde St. Marien in Wittingen. Diese verfügt über eine röm.-kath. Kirche im Nachbarort Wesendorf in der Wiesenstraße gegenüber dem Rathaus.

## Wirtschaft und Infrastruktur
- Die B 4 Uelzen – Braunschweig liegt in unmittelbarer Nähe westlich der Gemeinde. Der Öffentliche Personennahverkehr (ÖPNV) wird durch Buslinien von und nach Gifhorn gewährleistet.
- Einige Landwirtschafts-, Handwerks- u. Dienstleistungsbetriebe haben sich im Ort etabliert.